# Inspektor (förvaltare)
Inspektor (uttal: inspekto'r), kan beteckna en förvaltare eller uppsyningsman på större lantbruk, tidigare även vid gruva, bruk, eller dylikt, men uttrycket användes under äldre tid även om statliga uppsyningsmän såsom vissa befattningshavare vid tullverket, järnvägen (stationsinspektor) och justeringsverket. Titeln blev vanlig under 1700-talet och ersatte ännu tidigare benämningar som fogde och befallningsman.